# Slag bij Decatur
De Slag bij Decatur vond plaats tussen 26 oktober en 29 oktober 1864 in Morgan County in Alabama tijdens de Amerikaanse Burgeroorlog. Een Noordelijke strijdmacht van 3.000 tot 5.000 soldaten onder leiding van brigadegeneraal Granger voorkwamen dat de 39.000 soldaten van de Zuidelijke luitenant-generaal John Bell Hood de Tennessee overstak bij Decatur.

## Achtergrond
Luitenant-generaal John Bell Hood rukte met zijn Army of Tennessee op door noord Alabama op weg naar Tennessee. Zijn doel was enerzijds de vernietiging van de communicatie- en bevoorradingslijnen van de Noordelijken en anderzijds om het leger van generaal-majoor Sherman uit te dagen tot een beslissende veldslag. Sherman had generaal-majoor Thomas aangesteld om Tennessee te verdedigen.
Op 22 oktober 1864 vertrok Hood uit Gadsden in Alabama. Hij wou bij Guntersville de Tennessee oversteken. Toen Hood rapporten ontving van zijn verkenners waarin stond dat deze plaats goed verdedigd werd, besliste hij om 60 km verderop in westelijke richting de rivier over te steken bij Decatur.

## De slag
Toen Hood op 26 oktober 1864 bij Decatur aankwam, stond er een Noordelijke strijdmacht van 3.000 tot 5.000 soldaten op hem te wachten. Ze hadden zich verschanst in twee forten en 1,6 km lange loopgraven. Twee kanonneerboten patrouilleerden op de rivier. Op 27 oktober stelde Hood zijn troepen op om de stad te omsingelen. De volgende dag stuurde hij een linie van scherpschutters door een dichte mist naar een ravijn op 800 meter van de Noordelijke linies. Rond de middag werden ze door een Noordelijk regiment verjaagd waarbij 125 Zuidelijke soldaten werden gevangengenomen. Hood kon het zich niet permitteren om veel tijd en manschappen te verliezen en besliste om de rivier op een ander punt over te steken. Hij marcheerde met zijn leger verder in westelijke richting en stak de rivier over bij Tuscumbia. De rivier was daar minder diep waardoor de Noordelijke kanonneerboten de oversteek niet konden verhinderen.

## Lectuur
- Carpenter, Noel. A Slight Demonstration: Decatur, October 1864, Clumsy Beginning of Gen. John B. Hood's Tennessee Campaign. Austin, TX: Legacy Books and Letters, 2007. ISBN 978-0-615-14866-3.
- Sword, Wiley. The Confederacy's Last Hurrah: Spring Hill, Franklin, and Nashville. Lawrence: University Press of Kansas, 1993. ISBN 0-7006-0650-5. First published with the title Embrace an Angry Wind in 1992 by HarperCollins.
- Jacobson, Eric A., and Richard A. Rupp. For Cause & for Country: A Study of the Affair at Spring Hill and the Battle of Franklin. O'More Publishing, 2007. ISBN 0-9717444-4-0.